# Saison 2018-2019 du KAS Eupen
Maillots
Chronologie
Saison précédente Saison suivante
La saison 2018-2019 du KAS Eupen voit le club évoluer en Division 1A. C'est la 4e saison du club au plus haut niveau du football belge et la 3e consécutive. Le club participe également à la Coupe de Belgique.

## Préparation d'avant-saison

### Matchs amicaux
| 1er match                        | RFCB Sprimont | 1 - 2   | KAS Eupen                      | Site du Tultay, Sprimont |  |
| Mercredi 27 juin 2018 19:30 CEST | François 32e  | (1 - 0) | Lotiès 55e · Castro-Montes 60e |                          |  |

| 2e match                         | KAS Eupen   | 1 - 0   | Alemannia Aachen | Sportschule, Bitburg |  |
| Samedi 7 juillet 2018 18:00 CEST | Laurent 83e | (0 - 0) |                  |                      |  |

| 3e match                            | KAS Eupen                   | 3 - 2   | Olympiakos                  | Stade du Kehrweg, Eupen |  |
| Dimanche 15 juillet 2018 13:00 CEST | Pollet 62e 83e · Lazare 77e | (0 - 0) | Guerrero 46e · Đurđević 90e |                         |  |

| 4e match                          | KAS Eupen               | 2 - 0   | AFC Tubize | Stade du Kehrweg, Eupen |  |
| Samedi 21 juillet 2018 19:30 CEST | Laurent 57e · Yagan 90e | (0 - 0) |            |                         |  |

## Statistiques
Les matchs amicaux ne sont pas pris en compte.